# Bodaszőlő
Bodaszőlő Hajdú-Bihar vármegyében található településrész, Debrecentől és Hajdúböszörménytől egyaránt 16 km-re. Hajdúböszörmény külső területe, közigazgatásilag ide tartozik.

## Megközelítése
Legfontosabb közúti megközelítési útvonala a 35-ös főút, amely tőle nyugatra húzódik, ezen közelíthető meg mindkét említett város felől; belterülete viszont csak egy 4,5 kilométer hosszú bekötőúton, a 35 102-es számú mellékúton érhető el. Nem messze tőle húzódik a Debrecen–Tiszalök-vasútvonal is, melynek Zelemér megállóhelye kevesebb, mint 2 kilométerre van Bodaszőlő központjától.

## Története
Korábban Boda néven szőlőskert-település volt. Ma is jórészben erdőség veszi körül. Részei: a belső erdő, a hadházi erdő, a Nagy-Rákóczi erdő, valamint nyugat felől a „De Pauli szántóföldek”.
Boda területe 285 katasztrális hold, a Boda erdőé pedig 569 katasztrális hold. (Szőlővel 1801-ben telepítették be.)
A böszörményi és a bodai nép körében mai is él az a hit, mely szerint Boda Katalin adományozta Bodát a böszörményi hajdúknak azért, mert az egyik veszélyes ellenségétől megszabadították, s erőszakosan elvett birtokait visszaadták. Ez az ellenség a Pallagi család volt, akik a nép hite szerint Boda Katalint az úgynevezett de Paulin egy ódon kőpincében egy évig fogva tartották. Mások szerint Boda Katalint a tatárok rabolták el, és ezek kezéből szabadították ki a böszörményi hajdúk.
Boda múltjáról Sillye Gábor volt hajdúkerületi főkapitány, s Hajdú vármegye első főispánja – a hajdúk történetének kiváló ismerője – a következőket írta: „A Pallagi család a Boda Katalinnál zálogban lévő Boda birtokát megbízott ügyvédjük által vissza akarta perelni. Az ügyvéd a hosszas pereskedést szerette volna elkerülni, s felkérte Boda Katalint az egyezkedésre, de ő erre nem volt hajlandó. Boda Katalin felkérte a hajdúkat, hogy őt Boda szabadbirtoklásában védelmezzék meg. Az ügyvédet, aki vele szemben rossz akarattal bírt, a hajdúk segítségével lezáratta abba a majorsági épületbe, amely a mai Csonkatorony felé eső tanyabirtokon állott (a pince az elmúlt évtizedekben még látható volt) és ott tartották egy évig s egy napig. A történtek után Boda Katalin hálából – mind ezen tettükért, mind több más esetben is a hajdúk által iránta tanúsított jóakaratért – birtokát, a mostani Bodát a böszörményi hajdúknak adományozta, akik azt 1660 körül vették birtokba.”
Van olyan felfogás is, mely I. Lipót hosszú uralkodásának (1657–1705) idejére teszi Boda tulajdonának megszerzését, tehát körülbelül abba az időszakba, amikor Zelemért Böszörmény magának igyekezett megszerezni, ide értve Rákóczot (szőlőskert) is, és a körülötte fekvő erdőségeket. A Rákóczi-birtokok megszerzéséről, adományozásáról tudunk. Így nyert De Pauli is birtokot Zeleméren. Az sem valószínűtlen, hogy Boda adományozása Zelemér pusztulása (kb. 1596) utáni három-négy évtizednyi időközbe esik.

## Nevezetességek
- Zeleméri Csonkatorony
- Baltazár-kúria